# Ludwig von Boisot

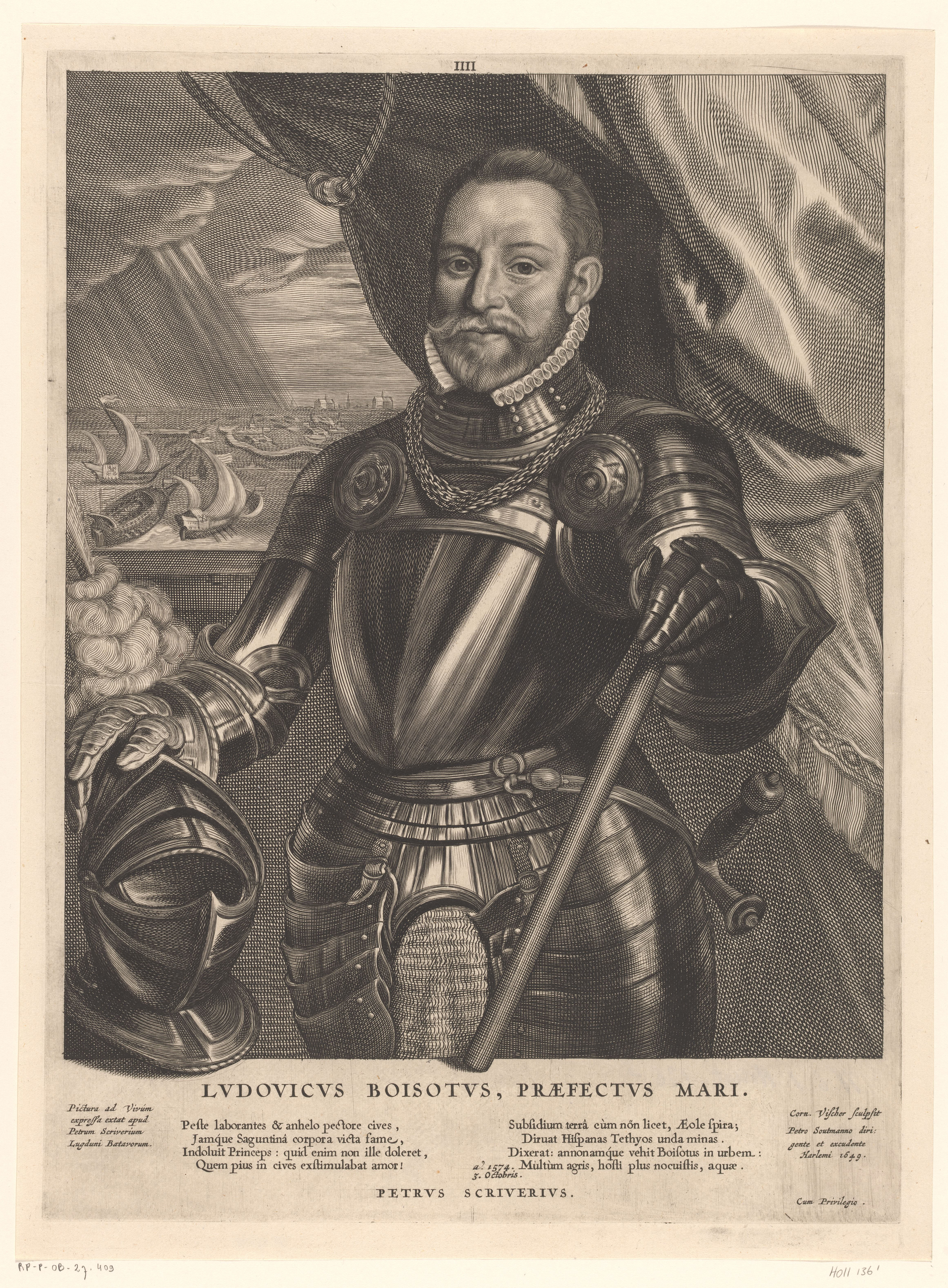
Ludwig von Boisot 1639 – Stich von Cornelis Visscher

Ludwig von Boisot

Ludwig von Boisot (niederländisch Lodewijk (van) Boisot, französisch Louis (de) Boisot) (* um 1530 in Brüssel; † 27. Mai 1576 in der Oosterschelde), Herr auf Ruart, war ein niederländischer Admiral.

## Leben
Der französische Hugenotte Boisot trat in holländische Dienste, wurde 1573 Admiral von Zeeland, griff 1574 die spanische Flotte unter Requesens, welche Middelburg entsetzen wollte, an, verbrannte das spanische Admiralschiff und nahm neun Schiffe, führte 1575 die Flotte, welche die spanische Blockade von Leiden durchbrach und der Stadt Lebensmittel brachte. Beim Versuch, im Jahr 1576 das von den spanischen Truppen abgeschnittene Zierikzee mit Lebensmitteln zu versorgen, kenterte sein Schiff Boerendamme und er ertrank zusammen mit 150 Seeleuten. Wie sein Bruder Karl von Boisot wurde er in der Abteikirche von Middelburg beigesetzt.